# 阿部康雄
阿部 康雄（あべ やすお、1967年3月27日 - ）は、新潟県出身の元競輪選手。日本競輪学校（当時。以下、競輪学校）第68期卒業。元日本競輪選手会新潟支部長。弟子に原田泰志（師匠である原田則夫の息子）。

## 来歴
新潟県立新潟商業高等学校ではラグビー部で活動し、第62回全国高等学校ラグビーフットボール大会に出場経験がある。ただしリザーブであったため、試合に出ることはなかった。
卒業後は会社員となったが、その頃のちにホームバンクとなる弥彦競輪場にて行われた素人脚自慢競走に参加したところ、他の参加者を大きく引き離して勝利してしまう。そのシーンを目撃した会社の同僚から「冗談抜きで、競輪選手になれるんじゃないか」と勧められたこともあり、脱サラを決意。その後、師匠である原田則夫（41期）に師事し、1990年、競輪学校第68期生の入学試験に合格。なお、当時の競輪学校には受験資格に「受験当日時点で満24歳未満」という年齢制限があったため、阿部にとってはこの第68期生の試験が最初で最後の受験機会であったが見事合格した。入学後の在校成績は13位で、さらに同期に加倉正義、山口富生、小川圭二らがいた中、卒業記念レースを優勝した。
1991年8月7日、西武園競輪場にてデビューし、デビュー戦で初勝利を挙げた。後にS級へ昇格し活躍を続け、開設記念（GIII）は前後節制時代を含めると6回の優勝経験がある。中でも特筆すべきは2010年の佐世保記念で、当時4場所連続優勝中の長塚智広を抑えて優勝したことが挙げられる。また、GIでは過去2回の決勝進出歴があるほか、GIIでも1997年のふるさとダービー観音寺3位、2001年のふるさとダービー小松島2位などの実績を挙げている。
2014年6月から2018年12月まで地元・新潟県の選手会支部長を務めた。晩年は競走成績が振るわず代謝の対象となったことから、2021年12月30日、立川競輪場でのスポーツニッポン杯1R、A級チャレンジ一般戦5着が最後のレースとなった。
2022年1月13日、選手登録消除。通算戦績2555戦377勝（優勝33回、うち記念競輪優勝6回）。通算獲得賞金7億8694万0688円。9月23日、同年7月に引退した田中麻衣美とともに弥彦競輪場にて引退セレモニーが行われた。
引退後は、弥彦競輪の公式YouTubeチャンネルに出演、レース予想を行っているほか、場内での勝利者インタビュアーとしても活動している。
ギャンブルレーサー12巻、第120話「競輪選手と得点」にて、主人公の関優勝が阿部について細かく語っている。